# Сварталфархеймр

Картина всесвіту в скандинаській міфології

Сварталфархеймр (давньоскан. Svartálfarheimr), або Світ чорних ельфів — у скандинавській міфології країна, де живуть гноми (svartálfar, сварт-алфари, «чорні ельфи»). Один з дев'яти світів всесвіту. Розташовувався на південний захід від Великої Безодні (Гіннунга Гап). Чорні ельфи згадуються винятково у «Мові поезії», другій частині «Молодшої Едди», як сини гнома Івалді.

## Назва
- Сварталфархеймр (давньоскан. Svartálfarheimr) — первісна назва.

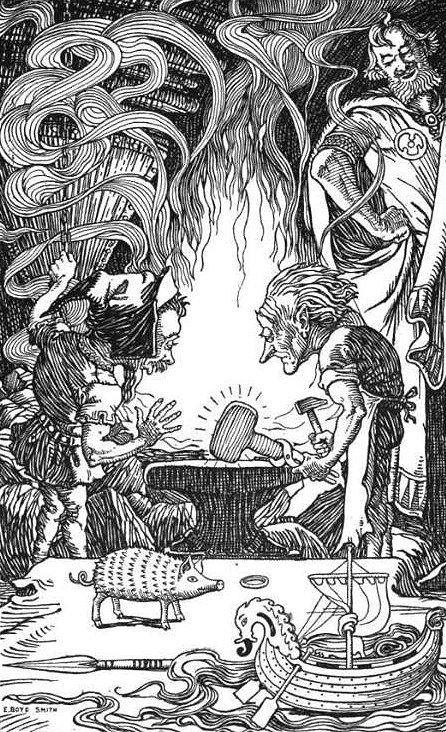
Гноми кують молот для Тора

  - Svartálfar (сварт-алфар, «чорні ельфи»): svart — чорний (про колір речей, волосся, бо «темношкірий» — blár) + alfar (множина від alfr) — ельфи, альфи[1]. В історіографії вважається, що svartálfar, «чорні ельфи» — інша назва гномів (давньоскан. dvergr, англ. dwarf)[2].
  - Інша назва «чорних ельфів» — темні / мутні ельфи (давньоскан. myrkálfar, мюрк-алфар).
  - Heimr («країна», «земля», «світ»)[3] від протогерманського *haimaz («хата, дім, хутір, село»). Когнат гот. 𐌷𐌰𐌹𐌼𐍃, haims, давн-англ. hām, дав.-сакс. hēm, давн.в-нім. heim.

- Сварталфархеймр (давньоскан. Svartálfaheimr) — альтернативна назва.

- Світ чорних ельфів, або Світ гномів — перекладна, описова назва.